# All Hell Breaks Loose
All Hell Breaks Loose ist das sechste Studioalbum der deutschen Thrash-Metal-Band Destruction.

## Entstehung
Das Album wurde von Peter Tägtgren produziert. Destruction hatte mit ihm auf dem With-Full-Force-Festival im Jahr 1999 Bekanntschaft geschlossen. Tägtgren äußerte damals, dass er liebend gerne eine CD für die Deutschen produzieren würde. Als dann tatsächlich eine neue Platte anstand, bekamen sie verschiedene Szenegrößen vorgeschlagen, aber sie wollten auf Tägtgrens Angebot zurückgreifen. Band-Sprachrohr Marcel „Schmier“ Schirmer: „Für Tägtgren sprachen von Anfang an seine musikalischen Wurzeln, die unseren ziemlich ähnlich sind, das gute Preis/Leistungs-Verhältnis und sein exzellentes Gehör. Außerdem ist der Mann wirklich Metal!“ In seinem Abyss Studio im schwedischen Pärlby fanden im Dezember 1999 die Aufnahmen statt. Tägtgren selbst spielte bei der Neufassung des Bandklassikers Total Desaster die zweite Gitarre und half gesanglich mit. Neuer fester Schlagzeuger war zuvor Sven Vormann geworden.
Es lag ein gewaltiger Erwartungsdruck auf der Band, in die Schmier, in den Erfolgsjahren quasi Destructions Aushängeschild, gerade zurückgekehrt war, um in seiner gewohnten Doppelfunktion als Bassist und Sänger aus der zwischenzeitlichen Vierer-Formation wieder ein Trio zu machen. Schmier würde, sagte er später, drei (nicht näher bezeichnete) Songs des Albums in der seinerzeit angelegten Form nicht mehr aufnehmen, aber der Fehler habe sich erst beim Live-Einsatz herausgestellt. Die neuen Lieder sind spontan entstanden. Schmier blieb zwar seinem Motto, Thrash müsse geradeaus komponiert sein, verhaftet, ließ aber angesichts der im Laufe der Jahre allgemein gestiegenen technischen Versiertheit zu, dass Sifringer, der laut Schmier nicht unter einem gewissen Niveau bleiben wollte, in gemäßigter Weise die Lieder spieltechnisch aufwertete. Schmier begriff auch, dass „eine stupide Kopie von Infernal Overkill“ den Vorwurf des Selbstplagiats zur Folge gehabt hätte. Mit The Butcher Strikes Back habe man jedoch eine neue Hymne im alten Stil geschaffen, die eine „vordergründige Eingängigkeit“ aufweise, während die anderen Lieder erst mehrere Durchläufe benötigten um zum Ohrwurm zu werden. Zu der Neuaufnahme von Total Desaster kam es, weil noch Studiozeit übrig war. Man habe den Klassiker „runtergerotzt“, sagte Schmier. Tägtgren habe zur Mitwirkung überredet werden müssen. Die Metallica-Coverversion Whiplash wurde als Hidden Track angefügt. Sie sollte nicht als reguläres Lied aufs Album, damit der Gedanke an eigene Ideenlosigkeit bei der Hörerschaft gar nicht erst aufkommen konnte.
Im Januar 2000 lud Schmier die Metal-Presse in sein damaliges Bistro Barracuda im Ortsteil Istein (Gemeinde Efringen-Kirchen) zur Album-Präsentation ein. Im Anschluss daran ging man nicht wie früher üblich auf groß angelegte Tournee, sondern spielte drei Shows mit Raise Hell.

## Titelliste
1. Intro – 0:43
2. The Final Curtain – 4:26
3. Machinery of Lies – 3:42
4. Tears of Blood – 4:03
5. Devastation of Your Soul – 4:10
6. The Butcher Strikes Back – 3:08
7. World Domination of Pain – 4:05
8. X-Treme Measures – 4:54
9. All Hell Breaks Loose – 5:40
10. Total Desaster 2000 – 3:07
11. Visual Prostitution – 3:51
12. Kingdom of Damnation – 3:37
13. Whiplash – 3:31

## Gestaltung
Die Cover-Vorderseite ziert eine Collage aus Körperteilen, gespickt mit Nägeln und Drähten, oder wie Schirmer es ausdrückte, aus „Nippeln und Tattoos“. Es ergeben sich so die verfremdeten Gesichter der drei Musiker auf einem einzigen Hals vor einem Höllenszenario. „Wir haben Ganzkörper-Fotos von uns gemacht und verschiedene Parts zusammengesetzt. So manch anderen Körperteil wollten wir euch dann aber doch lieber vorenthalten. Es ging darum, sowohl die Band als Einheit zu zeigen als auch den Albumtitel mit einzubauen. Natürlich ist das Cover außerdem ein bisschen an Eternal Devastation angelehnt. Man soll halt schnell erkennen, dass es ’ne Destruction-Platte ist.“ Auf den Hinweis, dass die anderen Bandfotos „reichlich martialisch ausgefallen“ seien, weil die Musiker waffenstarrend in Kriegs-Situationen und auch die von früher bekannten Patronengurte und umgedrehten Kreuze zu sehen seien, antwortete Schmier, die Bilder müssten „einfach knallen“, man trete schließlich unter der Bezeichnung Destruction an, der Albumtitel verpflichte ebenfalls und von einem soften Image könne man wahrlich nicht sprechen. „Da passt sowas sehr gut. Es soll nicht zu militant aussehen, aber doch brachial sein. Das umgedrehte Kreuz hatte ich eh nie wirklich eingemottet. Da bin ich auch oft mit rumgelaufen, als ich nicht mehr bei Destruction war. […] Ich war nie christlich und werde es auch nie sein.“

## Musikstil und Texte
Nach Matt Henschs Einschätzung auf rockworld.com hatte die Band ihre beste Zeit hinter sich, zeigte sich auf dem Reunion-Album aber immer noch hungrig. Sie beziehe ihre Inspiration aus der zweiten Welle des Thrash sowie dem Groove Metal und klinge deshalb modern, ohne die alte Explosivität verloren zu haben. Dies komme besonders in der Neufassung von Total Desaster zur Geltung. Einen höheren Groove-Anteil habe World Domination of Pain wie auch Visual Prostitution, einen höheren „Modern-Thrash“-Anteil The Final Curtain und The Butcher Strikes Back. X-Treme Measures und Kingdom of Damnation seien fad und vernachlässigenswert.
Jan Jaedike schrieb im Rock Hard, das Album sei „eine gesunde Mischung aus sämtlichen Destruction-Elementen und kein stumpfes Kopieren der legendären Anfangsphase“. Technisch habe sich Destruction gegenüber den als „Classics“ geltenden Frühwerken dank Stifringers gewachsenen Ansprüchen „stark weiterentwickelt“, sodass All Hell Breaks Loose wie ein Kompromiss aus „alter Geradlinigkeit und neuer Komplexität“ klinge. Uwe „Buffo“ Schnädelbach, ebenfalls Rock Hard, würdigte die Produzentenarbeit, der er den modernen Anstrich der ansonsten von „mörderischen Riffs, brutalen Drums und extremen Vocals, die manchmal ein wenig an Forbidden-Frontsirene Russ Anderson erinnern“ geprägten Veröffentlichung zuschrieb.
Classic Thrash bezeichnet All Hell Breaks Loose als wohl energischste und stromlinienförmigste Destruction-Veröffentlichung seit sehr langer Zeit, und das Resultat klinge wie eine Präsentation von über die jahrelange Abwesenheit gelagerten Riffs. Musikalisch sei das Album jedoch leicht repetitiv.
In seiner Rezension zum Album gab Martin Popoff im Buch The Collector’s Guide of Heavy Metal Volume 4: The ’00s an, dass die Band Thrash Metal spielt, der chaotischer als der der meisten deutschen und San-Francisco-Bay-Area-Bands klingt. Wie Venom klinge die Band jedoch nun sauberer und komplizierter als noch zu Anfang. Auch der Gesang klinge wie bei Venom deutlich gereizt.
Kirche und Religion kommen verschiedentlich in den Texten vor, da die Bandmitglieder schon immer geschlossen antiklerikal eingestellt waren und das Thema ein zeitloses sei, wie Schmier erläuterte. „Der Vatikan ist doch noch viel korrupter als die CDU. Dazu kommen die ganzen Sexspiele mit kleinen Jungs. Das ist echt ein unglaublicher Laden.“ Schließlich betonte er, dass seine extreme Ablehnungshaltung nicht in Richtung Satanismus ausufere, obschon er als 17-Jähriger zu dieser Dummheit geneigt habe.

## Rezeption
Mit Schmier zurück am Gesang war All Hell Breaks Loose laut Classic Thrash „mehr als nur ein müdes Wiederbeleben alter Possen“. Während es einfach gewesen wäre, die Band zu unterschätzen, reiche die Energie der eröffnenden Lieder ab The Final Curtain, um die meisten Hörer zu überrumpeln. Total Desaster 2000 beweise, dass die Band mit ihrem klassischen Material auf höchst überzeugende Weise umgehen könne. Trotz der leicht repetitiven Tendenzen und einiger Stücke zum Wegwerfen wie X-treme Measures sei das Album eine stärkere Rückkehr, als man hätte erwarten können.
Die Wertung von Matt Hensch, dem nur X-Treme Measures und Kingdom of Damnation missfallen hatten, liegt bei 8,3 auf der 10er-Skala. Der für Vampster Rezensionen verfassende Megafrank erfreute sich am „puren“, nicht durch Effekte aufgemotzten Destruction-Klangbild, bei dem auch die „Schmierscreams“, die typischen Schreiattacken von Schmier, nicht fehlten. Gegen Ende kämen zwar noch zwei Auffüller, All Hell Breaks Loose und Kingdom of Damnation, die einen roten Faden vermissen ließen, dennoch sprach er eine Kaufentscheidung aus.
„Obwohl das brutale Gekloppe der Anfangstage einer gediegeneren Inszenierung gewichen ist, sind die Roots der Band bei Tracks wie dem Kracher Machinery of Lies (eingeleitet von einem dieser Schmier-igen Yiieehhaaa!-Schreie), dem mit Stakkato-Riffs aus den Boxen hoppelnden Nackenbrecher Tears of Blood, dem fiesen Devastation of Your Soul, der lautstarken Aufforderung zur World Domination of Pain oder dem grausam-göttlichen Remake des EP-Klassikers Total Desaster stets herauszuhören“, teilte Wolfgang Schäfer den Rock-Hard-Lesern mit. Er vergab 9,5 von 10 möglichen Punkten. Eine Durchschnittspunktzahl von 8,3 aus allen zehn Mitarbeiterwertungen führte das Album an die Spitze der Rock-Hard-Richterskala. Schnädelbach stufte im Rock Hard das Werk höher ein als alle existierenden gleicher Machart, von Dimmu Borgir, Immortal oder wem auch immer.
Die Höchstpunktzahl 7 erreichte das Album in der Einzelrezension des Metal Hammer, derer sich Stefan Müller angenommen hatte. Er schrieb von einer Anknüpfung an das, was die Band bekannt gemacht hat. „Das räudige Feeling der alten Zeiten“ sei erhalten geblieben, aber hinzu sei eine „gesteigerte Musikalität“ getreten, die nicht zum Selbstzweck geraten sei, sondern sich „in den Dienst des Songs“ stelle. Bestes Beispiel dafür seien die Tempowechsel in Tears of Blood. Zum stärksten Lied bestimmte er The Butcher Strikes Back. Über die Musiker schrieb er: „Die Riffs von Mike killen ohne Ende. Auch wenn sie weitaus vielschichtiger als in alten Tagen ausgefallen sind. Das konsequente Thrash-Getrommel von Sven […] fügt sich nahtlos ein. Über allem thronen die unverkennbaren Schreie von Schmier […]. Er klingt besser und aggressiver als je zuvor.“ Er schloss mit der Feststellung, dass All Hell Breaks Loose „eine zeitgemäße, aber keineswegs trendige Thrash-Scheibe“ sei, wie es sie lange nicht mehr gegeben habe. In der Übersichtstabelle der Neuerscheinungen belegte das Album Platz 9 mit einem aus zwölf Einzelwertungen berechneten Durchschnittswert von 4,25 Punkten. Der im selben Verlag erscheinende Musikexpress vergab lediglich 3 von 7 Punkten. Dort hieß es, die Musiker „drehen sich wie ein geblendeter Zyklop ständig um die eigene Achse. […] Ihre Knüppel-Riffs mit Hang zur Atonalität stehen ständig quer zu sämtlichen Zeiten und Moden […].“
Keine Spur Nostalgie hörte Danny auf metalreviews.com heraus, fand das Album „wundervoll“ und vergab 90 von 100 möglichen Punkten. Ingo Knollmann von Visions schwankte beim Begutachten des Albums zwischen Begeisterung ob der „Unentspanntheit“ und der 80er-Jahre-Härte und Lachen bei Betrachtung der Kleidung und der Songtitel. Er vergab 8 von 12 möglichen Punkten.
Schmier gab im Interview die Meinung der Fans wieder, All Hell Breaks Loose besitze nur einen klasse Titel, und zwar The Butcher Strikes Back. Ein großer Abstand würde zu den übrigen Titeln klaffen, das Album besäße einfach keine gleichwertigen Lieder.